# Patrick Palzer
Patrick Palzer (* 4. Mai 1980 in Butzweiler) ist ein ehemaliger deutscher Basketballspieler.

## Werdegang
Palzer ist in Butzweiler (Kreis Trier-Saarburg) aufgewachsen. Er wurde deutscher Jugendnationalspieler. Der 1,85 m große Palzer spielte von 2001 bis 2003 sowie 2004 bis 2007 als Point Guard für TBB Trier in der Basketball-Bundesliga. Zwischenzeitlich legte er im Rahmen seines Studiums einen Aufenthalt in Spanien ein. Er absolvierte insgesamt 50 Spiele in der höchsten deutschen Spielklasse. Palzer war in der Saison 2006/07 der einzige Trierer im Aufgebot.